# Siltepec
Siltepec est une municipalité du Chiapas, au Mexique. Elle couvre une superficie de 685,6 km2 et compte 35 192 habitants en 2015.